# أولاد سليمان الرواجح (أولاد بورحمون)
أولاد سليمان الرواجح هي إحدى مشيخات المملكة المغربية، تتبع جغرافيا لإقليم الفقيه بن صالح وإداريًا لأولاد بورحمون. يقدر عدد سكانها بـ 7012 نسمة حسب الإحصاء الرسمي للسكان والسكنى لسنة 2004.